# ماتئو ماندورلینی
ماتئو ماندورلینی (انگلیسی: Matteo Mandorlini؛ زادهٔ ۲۲ اکتبر ۱۹۸۸) بازیکن فوتبال اهل ایتالیا است.
از باشگاه‌هایی که در آن بازی کرده‌است می‌توان به باشگاه فوتبال اسپتزیا، باشگاه فوتبال پارما، باشگاه فوتبال برشا، باشگاه فوتبال پیاچنزا، باشگاه فوتبال پادوا، و باشگاه فوتبال پیزا اشاره کرد.
وی همچنین در تیم‌های ملی فوتبال زیر ۱۶ سال ایتالیا، زیر ۱۷ سال ایتالیا، زیر ۱۹ سال ایتالیا، و Italy under-20 Lega Pro representative team بازی کرده‌است.